# Anopheles brevipalpis
Anopheles brevipalpis este o specie de țânțari din genul Anopheles, descrisă de Richard Roper în anul 1914. Conform Catalogue of Life specia Anopheles brevipalpis nu are subspecii cunoscute.